# Friluftsmuseet i Folkeparken
Friluftsmuseet i Folkeparken är ett norskt friluftsmuseum i Tromsø i Troms fylke. Det ingår sedan 1996 i Perspektivet Museum och hette dessförinnan Troms Folkemuseum.
Friluftsmuseet, som grundades 1952, ligger vid Folkeparken vid Kvaløyveien på södra delen av Tromsøya. Det har 13 byggnader från Tromsø och omnejd. Kvitnesgården ligger på sjösidan av Kvaløyveien och Mortensgården på ovansidan av gatan.
På sjösidan finns förutom Kvitnesgården också Stornaustet och några byggnader som flyttats från centrum i Tromsø. Kvitnesgården och Stornaustet har varit öppna för publiken sommartid sedan 1998. Kvitnesgården uppfördes 1826 som huvudbyggnad för handelsplatsen Kvitnes på Vannøya i Nord-Troms. I Stornaustet finns de två femböringarna Merkur och Drauen. Nere vid sjön ligger också Engenesnaustet med båtar och redskap från 1800-talet.
Ovanför vägen finns förutom Mortengården fem andra timmerhus. Mortensgården kommer från Straumshamna på Kvaløya. Den har sitt namn efter Morten Andreassen (född 1876), som var den siste av sin släkt som bodde i Straumshamna. Den äldsta delen av Mortensgården är en tvårumsstuga från andra hälften av 1700-talet. Huset byggdes ut med bland annat en andra våning omkring 1850. Mortengården var bebodd till 1950-talet, då den flyttades till Folkeparken som en av de första byggnaderna där.